# Ernst Heinrich Georg Ule
Ernst Heinrich Georg Ule (12 de março de 1854 – 15 de julho de 1915) foi um botânico alemão.
De 1900 a 1903 ele esteve envolvido em pesquisa botânica na região do Amazonas do Brasil, período durante o qual ele também realizou investigações botânicas em áreas vizinhas. Após o seu retorno à Alemanha, ele trabalhou como assistente científico no Museu e Jardim Botânico de Berlin-Dahlem (1913-14).

## Legado
Ule tem vários géneros botânicos nomeados em sua homenagem, tais como:
- Uleanthus, nomeado por Hermann Harms (1870-1942), família Fabaceae.
- Ulearum, nomeado por Adolf Engler (1844-1930), família Araceae.
- Uleiorchis, nomeado por Frederico Carlos Hoehne (1882-1959), família Orchidaceae.
- Uleodendron, nomeado por Stephan Rauschert (1931-1986), família Moraceae.
- Uleophytum, nomeado por Georg Hieronymus (1846-1921), família Asteraceae.[2]